# New Balance
A New Balance Athletics, Inc. (NB), legismertebb nevén New Balance, a világ egyik legnagyobb sportcipő- és -ruházati gyártója. 
A massachusettsi bostoni székhelyű multinacionális vállalatot 1906-ban alapították New Balance Arch Support Company néven.
A New Balance  jelenl van az Egyesült Államokban, valamint az Egyesült Királyságban az európai piacon, ahol néhány népszerű modelljét gyártja.
A New Balance azt állítja, hogy termékeit olyan műszaki jellemzőkkel különbözteti meg, mint a kevert gélbetétek, a saroktartók és a nagyobb méretválaszték, különösen a nagyon keskeny vagy nagyon széles méreteknél. A cég magánkézben van, és 2022-ben 5,3 milliárd dollár bevételt ért el.

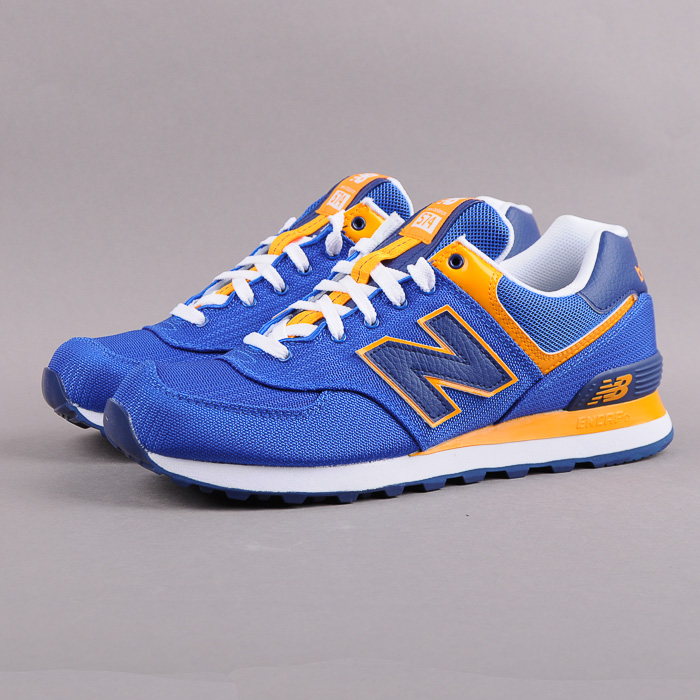
New Balance sportcipője

## Története
1906-ban William J. Riley, egy angol bevándorló megalapította a New Balance Arch Support Company-t Boston környékén.
1956-ban Hall eladta az üzletet lányának, Eleanornak és férjének, Paul Kiddnek.
2004 februárjában a cég megvásárolta a Warren-t, a michigani székhelyű Warrior Lacrosse-t, jelenleg a Warrior Sports-t.